# Осаки
Осаки (јап. 大崎市) град је у Јапану у префектури Мијаги. Према попису становништва из 2005. у граду је живело 138.491 становника.

## Становништво
Према подацима са пописа, у граду је 2005. године живело 138.491 становника.
| 1995.   | 2000.   | 2005.   |
| ------- | ------- | ------- |
| 138.068 | 139.313 | 138.491 |